# Monte Zucchero
Monte Zucchero är ett berg i Schweiz.   Det ligger i distriktet Locarno och kantonen Ticino, i den sydöstra delen av landet, 120 km sydost om huvudstaden Bern. Toppen på Monte Zucchero är 2 736 meter över havet, eller 571 meter över den omgivande terrängen. Bredden vid basen är 5,8 km.
Terrängen runt Monte Zucchero är huvudsakligen mycket bergig. Närmaste större samhälle är Biasca, 19,6 km öster om Monte Zucchero. 
Trakten runt Monte Zucchero består i huvudsak av gräsmarker. Runt Monte Zucchero är det mycket glesbefolkat, med 2 invånare per kvadratkilometer.